# Клей (округ, Миннесота)
Клей (англ. Clay County) — округ в штате Миннесота, США. Административный центр и крупнейший город — Морхед. По оценочной переписи 2009 года в округе проживают 56 763 человека. Площадь — 2727 км², из которых 2707,6 км² — суша, а 19,4 км² — вода. Плотность населения составляет 19 чел./км².

## История
Округ был основан в 1862 году.